# Brotnice
Brotnice is een plaats in de gemeente Konavle in de Kroatische provincie Dubrovnik-Neretva. De plaats telt 34 inwoners (2001).